# Étrépigny
Étrépigny je francouzská obec ležící v departementu Ardeny v regionu Grand Est. Byla působištěm osvícenského filosofa a kněze Jeana Mesliera.

## Geografie

### Umístění
| Růžice kompasu | Saint-Marceau    | Chalandry-Elaire | Flize       | Růžice kompasu |
| Růžice kompasu | Balaives-et-Butz | Sever            | Boutancourt | Růžice kompasu |
| Růžice kompasu | Balaives-et-Butz | Étrépigny        | Boutancourt | Růžice kompasu |
| Růžice kompasu | Balaives-et-Butz | Jih              | Boutancourt | Růžice kompasu |
| Růžice kompasu | Élan             |                  |             | Růžice kompasu |

Obec se nachází 10 km jihovýchodně od Charleville-Mézières.

### Terén
Nejvyšší bod území obce je v nadmořské výšce 280 m n. m., nejnižší bod pak ve 160 metrech, na hranici s územím obce Flize. Vesnice se nachází na úpatí předardenských hřebenů.

### Hydrografie
Nejdůležitějšími toky, jež procházejí územím obce, jsou potoky Boutancourt, Pierge a Élan. Boutancourt se v obci Flize vlévá do Mázy.

## Toponomastika
Jméno Étrépigny je pravděpodobně etymologicky odvozeno od vlastního římského jména, Stertinius, nebo od Sterpignium, pozdně latinského slova označujícího zemi plnou pařezů. Pro tuto ardenskou vesnici Étrépigny se ve starověkých textech nachází několik variant: Esterpigny v roce 1252, Stirpignis v roce 1256, Estrepigny v roce 1324, Estrepigny v letech 1312 a 1344, Etrepigny v roce 1576, Tarpigny v roce 1589, Trepigny v roce 1733.

## Historie
Farnost Étrépigny byla založena kolem roku 1200 opatstvím Élan. První zmínka o vesnici se objevuje v listině z roku 1252. V té době bylo toto území součástí hrabství Rethel, jedné z hlavních pevností tohoto regionu.
Hrad je zde zmiňován z roku 1256. Toto území se připojilo ke královskému panství ve XIV. století. Vystřídaly se zde různé rodiny, např. Jacques de Villiers, který koupil pozemek 8. května 1470 a poté jej předal svým potomkům. O dvě století později ji koupil Jean-Ernest de Terwel (1618–1678) a stal se pánem z Étrepigny, později byl jmenován královským správcem na Máze. Tento protestantský šlechtic zemřel 17. února 1678 v Sedanu, kde byl také pohřben. Panství předal své manželce Marii Conquérant, která zemřela v září 1694. Roku 1697 koupil panství Antoine de Toully.
V letech 1689 až 1729 zde byl farářem Jean Meslier, který si stěžoval na zámeckého pána Antoina de Toully a obvinil ho ze špatného zacházení s rolníky. Za Antoina de Toully se modlil: "Kéž mu Bůh odpustí a dá mu milost odčinit v příštím světě špatné zacházení s chudými a sobecké chování, které projevoval vůči sirotkům". Po své smrti v roce 1729 zanechal ve formě rukopisu s více než tisícem stran svým farníkům filosofický testament. V tomto rukopisu Meslier popírá zejména nesmrtelnost duše a prohlašuje, že působení náboženství bylo podporováno pouze proto, aby umožnilo nadvládu malého lidí počtu nad ostatními.
Antoine de Toully zemřel v roce 1722. Panství předal své dceři Claude Reine de Toully, která se provdala za člena rodiny Fuchsambergů, Gabriela Renarta de Fuchsamberg. Posledním pánem panství Étrepigny byl Alexandre Nicolas Léonard Charles Marie, markýz de Moriolles, který emigroval během francouzské revoluce v roce 1793.
V letech 1814 a 1815 obec trpěla válečnými rekvizicemi od cizích vojsk rozmístěných v Ardenách. Během prusko-francouzské války v roce 1870 byla okupována od 31. srpna 1870 do 29. dubna 1871. Během první světové války byla v letech 1914 až 1918 znovu obsazena. Na začátku druhé světové války (v květnu 1940) byla vesnice evakuována na západ Francie, poté se obyvatelstvo postupně vrátilo. Část obdělávané půdy byla zabavena a využívána Němci.

## Politika a správa

### Volební a správní
Město se nachází v arrondissementu Charleville-Mézières v departementu Ardeny. Pro volby poslanců je od roku 1958 součástí prvního volebního obvodu Ardeny.
Od roku 1793 byla součástí kantonu Flize. Změna nastala v rámci reformy francouzských kantonů v roce 2014 – obec nyní leží v kantonu Nouvion-sur-Meuse.

### Volby
Během francouzských prezidentských voleb v roce 2017 obdrželo více než 1 % 154 hlasů odevzdaných v této obci sedm kandidátů: Nicolas Dupont-Aignan z Debout la France (2,27 %), Jean Lassalle, nezávislý (4,55 %), Benoît Hamon ze Socialistické strany (7,39 %) Francois Fillon za republikány (13,64 %), Jean-Luc Melenchon za La France insoumise (21,59 %), Emmanuel Macron z En Marche! (21,59 %) a Marine Le Penová za Národní frontu (28,41 %). V prvním kole byla volební účast 85,65 %. Ve druhém kole stejných voleb získal Emmanuel Macron 52,6 % hlasů odevzdaných v Étrépigny proti Marine Le Penové, která v obci obdržela 47,4 % hlasů.

## Místní kultura a dědictví

### Kostel
Je obklopen, není vystavěn v žádném konkrétním slohu a pochází pravděpodobně z konce XII. století nebo ze začátku XIII. století, jak se ukazuje současná existence klenutých oken, která byla v té době na ústupu, a lomených oken. Rozeta nad předními dveřmi je pozdější. Zdivo je více než metr silné.
Zvonice je nad předsíní, tvořená kvádrem vespod a čtyřbokým jehlanem navrchu. O zeď na jižní straně, která pochází z XVIII. století, se opírá sakristie datovaná do XVIII. století.

### Slavní obyvatelé
- Jean Meslier (1664-1729), farář, francouzský osvícenský filozof.
- Louis Lefèvre-Gineau (1751-1829), francouzský chemik a vědec, politik, pracoval a žil na místním zámku.